# Cognet, Isère
Cognet là một xã thuộc tỉnh Isère, vùng Rhône-Alpes đông nam nước Pháp. Xã này nằm ở khu vực có độ cao trung bình 491 mét trên mực nước biển.
Theo điều tra dân số năm 1999 của INSEE có dân số 36 người. Lưu trữ ngày 11 tháng 6 năm 2009 tại Wayback Machine